# Сердечные гликозиды
Серде́чные гликози́ды — группа лекарственных средств растительного происхождения, оказывающих в терапевтических дозах кардиотоническое и антиаритмическое действие, использующихся для лечения сердечной недостаточности разной этиологии. Они повышают работоспособность миокарда, обеспечивая экономную и вместе с тем эффективную деятельность сердца человека. 

## Химическая структура
Сердечные гликозиды состоят из несахаристой части (агликона или генина) и сахаров (гликона). Основой агликона является стероидная (циклопентанпергидрофенантреновая) структура, связанная у большинства гликозидов с ненасыщенным лактонным кольцом. Гликон может быть представлен разными сахарами: D-дигитоксозой, D-глюкозой, D-цимарозой, D-рамнозой и др. Иногда к сахаристой части присоединён остаток уксусной кислоты. Кардиотонический эффект сердечных гликозидов связан с агликоновой частью молекулы. Сахаристая часть отвечает за растворимость и удержание молекулы в тканях. Гликон также влияет на активность и токсичность соединений.
Сердечные гликозиды легко подвергаются ферментативному, кислотному и щелочному гидролизу. Ферменты, расщепляющие сердечные гликозиды, находятся в растениях, из-за чего возможно расщепление первичных (генуинных) гликозидов в лекарственном сырье во время хранения, транспортировки и подготовки к обработке. Для предотвращения этого процесса ферменты можно ингибировать.

## Препараты и их растительные источники
- сердечные гликозиды, полученные из наперстянки пурпуровой (Digitalis purpurea):
  - дигитоксин,
  - кордигит.
- сердечные гликозиды, полученные из наперстянки шерстистой (Digitalis lanata):
  - дигоксин,
  - ацетилдигитоксин,
  - ацетилдигоксин,
  - ацетилгитоксин,
  - гитоксин,
  - целанид,
  - лантозид.
- сердечные гликозиды, полученные из строфанта Комбе (Strophanthus Kombe):
  - строфантин К.
- сердечные гликозиды, полученные из ландыша майского (Convallária majális):
  - коргликон,
  - настойка ландыша.
- сердечные гликозиды, полученные из горицвета весеннего (Adonis vernalis):
  - настой травы горицвета,
  - экстракт горицвета сухой,
  - адонизид,
  - адонис-бром.

- Наперстянка пурпуровая
- Наперстянка шерстистая
- Строфант Комбе
- Ландыш майский
- Горицвет весенний

## Фармакологическое действие
Основным механизмом действия является угнетение фермента Na+/K+ АТФазы, отвечающего за вывод из кардиомиоцитов 3 ионов натрия в экстрацеллюлярный матрикс и 2 ионов калия в противоположном направлении. Образующееся повышение концентрации ионов натрия в кардиомиоцитах приводит к угнетению натрий-кальциевого обменника, выводящего из кардиомиоцита 1 ион кальция в обмен на 3 иона натрия из экстрацеллюлярной жидкости в кардиомиоцит. Следствием этого является повышение уровня кальция в цитозоле кардиомиоцита, лучшей активации актомиозинового комплекса и усилению эффективности сокращения.

### Эффекты применения сердечных гликозидов
- Положительный инотропный эффект (кардиотоническое действие), возникающий за счет повышения концентрации кальция в кардиомиоцитах и усиления актина с миозином.
- Отрицательный хронотропный эффект, связанный с возбуждением барорецепторного депрессорного рефлекса из-за возбуждения усиленной систолической волной барорецепторов дуги аорты и синокаротидной зоны. Следствием этого является усиление тонуса блуждающего нерва и замедление генерации потенциалов действия в синоатриальном узле. Так же тонус блуждающего нерва повышается из-за кардио-кардиального рефлекса. Барорецепторы кардиомиоцитов улавливают усиление сокращения кардиомиоцитов и передают эту информацию по афферентным нервным волокнам в дорсальное ядро блуждающего нерва.
- Отрицательный дромотропный эффект так же возникающий из-за усиления тонуса блуждающего нерва и замедлением проводимости в атриовентрикулярном узле.
- Положительный батмотропный эффект (нежелательный эффект), связанный с блокадой Na+/K+ АТФазы, задержки ионов Na+ в клетке и снижения уровня потенциала покоя. Из-за этого сердечные гликозиды вызывают аритмии: переводят трепетание предсердий в их мерцание (фибрилляцию), вызывают желудочковую экстрасистолию, а при передозировке — фибрилляцию желудочков сердца.